# Rocket Lab
Rocket Lab est une société aérospatiale américaine (depuis 2020) d'origine néo-zélandaise spécialisée dans les fusées de petite et moyenne capacité. Elle opère, depuis 2018, des vols réguliers sur sa fusée Electron et développe actuellement une fusée capable de transporter 13 tonnes en orbite basse, Neutron.

## Historique
Rocket Lab a été fondé en juin 2006 par Peter Beck, après un voyage aux États-Unis. Rocket Lab est devenue la première entreprise privée de l'hémisphère sud à atteindre l'espace après avoir lancé sa fusée-sonde Ātea-1 en novembre 2009. La charge utile n'a pas été récupérée, car elle a été jugée inutile[réf. nécessaire]. La charge utile était une fléchette d'instrumentation balistique et sa trajectoire ne dépendait que de la phase d'accélération du vol. Le lancement a eu lieu au large de la Nouvelle-Zélande, depuis l'île privée de Michael Fay, un banquier néo-zélandais et investisseur de l'entreprise.
Pour capter une clientèle majoritairement américaine (DARPA, Aerojet Rocketdyne et Lockheed Martin) la société a installé officiellement son siège à Los Angeles en 2013, le site de conception et de fabrication restant en Nouvelle-Zélande jusqu’en début 2017 et l’ouverture d'un site de 14 000 m2 réunissant le site d'assemblage et son siège social au 14520, Delta Lane au Huntington Beach en Californie à cette date. Elle annonce la fusée Electron en 2014. Elle devient une société de droit américain en 2020.
Le plan d'affaires de Rocket Lab n'est pas d'être meilleur marché mais de proposer des lancements fréquents pour résoudre l'embouteillage actuel. Dans les années 2010, les sociétés voulant mettre un petit satellite dans l'espace doivent trouver une place secondaire sur un grand lanceur qui sont réservés avant tout aux satellites chers et volumineux. Les petits lanceurs veulent donc réduire le délai d'attente à six mois au lieu de 18 ou 24 mois, voire davantage, chez les grands. Les clients sont prêts à payer cher ce service express : environ 40 000 dollars/kg chez Rocket Lab, contre moins de 3 000 chez SpaceX.
Après un échec partiel de mise en orbite avec sa fusée Electron au printemps 2017, Rocket Lab commence 2018 par un succès lors de son second test d'Electron le 21 janvier. Cette dernière a mis en orbite trois petits satellites de format CubeSat. Rocket Lab suscite la colère des astronomes en mettant en orbite parmi ces CubeSat "Humanity star" : une fausse étoile qui deviendra l’un des objets les plus lumineux du ciel grâce à ses panneaux réfléchissants. Cette boule de miroirs est retombée sur Terre le 22 mars 2018.
Le premier tir commercial a lieu le 11 novembre 2018, mettant en orbite 6 cubeSat.
Rocket Lab prévoit de créer une ligne de fabrication et des installations de lancement également aux États-Unis. En juillet 2018, 4 sites de lancements sont pré-sélectionnés : Cap Canaveral, Wallops Flight Facility (MARS), Vandenberg Space Force Base et Kodiak Launch Complex en Alaska. Finalement, Wallops Flight Facility est sélectionné, et la demande de certification enclenché en 2020. La certification du nouveau site de lancement est complété en décembre 2022 et le premier lancement d'Electron depuis Wallops a lieu le 24 janvier 2023.
En novembre 2018, elle a six fusées en production et table sur seize lancements en 2019. Elle prévoit d'augmenter sa capacité de production pour permettre si nécessaire d'effectuer 2 tirs par semaine.

### Développement du lanceur moyen Neutron
En mars 2021, le projet d'un lanceur moyen appelé Neutron est annoncé. Capable d'envoyer 13 tonnes en orbite basse (à l'origine 8 tonnes), elle vise le segment des futures méga-constellations de satellites, le ravitaillement de la station spatiale internationale, des missions lunaires, des missions de vol interplanétaire à destination de Mars ou Vénus. Elle sera également qualifiée pour les vols spatiaux habités. Son premier vol est prévu pour 2024 depuis le Mid-Atlantic Regional Spaceport sur la côte est de la Virginie. Tout comme la Falcon 9 de SpaceX, le premier étage de la Neutron sera réutilisable et viendra se poser sur une barge en pleine mer. La différence principale est que le premier étage et la coiffe ne feront qu'un, permettant ainsi de réutiliser cette dernière et d'augmenter la capacité de lancement. Pour financer cette fusée et les futurs projets de la société, et à la suite de la fusion avec Vector Acquisition Corporation, Rocket Lab est maintenant cotée en bourse au NASDAQ sous le code de RKLB.
Le constructeur néo-zélandais décide en mars 2022 de construire l'usine d'assemblage du lanceur Neutron dans le comté d'Accomack dans l’État de Virginie non loin de la base de lancement MARS. La décision a été largement influencée par la subvention de 42 millions US$ versée par les autorités de cet État.

### Résultats financiers
La société déclare en 2021 un chiffre d'affaires d'environ 40 millions US$ pour une perte de 55 millions US$. En 2021 le chiffre d'affaires passe à 62,2 millions US$ et la perte à 117,8 millions US$. Fin 2020, le portefeuille de lancements représente un chiffre d'affaires de 82 millions US$ et il passe fin 2021 à 241 millions US$.

## Installations de lancement
Rocket Lab a construit en 2016 une base de lancement en Nouvelle-Zélande dans la péninsule de Māhia sur l'île du Nord sur la côte de l'Océan Pacifique qui a été inauguré le 26 septembre 2016. Le Rocket Lab Launch Complex 1 (en) permet d'effectuer des tirs permettant d'atteindre toutes les orbites pertinentes pour la clientèle visée en particulier l'orbite héliosynchrone utilisée par les satellites d'observation de la Terre.
Le site de lancement comprend une station de poursuite, un hangar permettant l'assemblage du lanceur et, à l'origine un seul pas de tir complété par un second qui est utilisé à partir du 28 février 2022. Le lanceur est transporté depuis le bâtiment d'assemblage à l'horizontale suspendu à un véhicule combinant le mât érecteur et la plateforme de tir puis redressé à la verticale une fois le pas de tir atteint. Le centre de contrôle de mission se trouve dans la capitale économique néo-zélandaise Auckland, à environ 500 km de la base de lancement.